# 滇南黄檀
滇南黄檀（学名：Dalbergia kingiana）为豆科黄檀属下的一个种。

## 扩展阅读
- 維基物種上的相關：滇南黄檀